# Deepdown
deepdown（ディープダウン）は、カプコンが開発中のオンラインゲームである。『DD』と略される。対象ゲーム機はPlayStation 4で、ジャンルは「記憶を読み取るRPG（リーディングRPG）」。サービス開始日は未定。

## 概要
2013年2月20日「PlayStation Meeting 2013」において、PlayStation 4の正式発表とともに情報が公開された完全新規タイトル。開発エンジンは「MT Framework」に代わる、カプコン独自の新開発エンジン「Panta Rhei(パンタ レイ＝万物流転の意)」が使用される予定。
ゲームとしてはオンラインプレイ専用の多人数参加型アクションRPGで、料金体系は基本プレイ無料のアイテム課金制を予定。また、本作のジャンルは「リーディングRPG」であり「感情」が作品のテーマとして挙げられている。プレイヤーは“リーディング”という過去の遺物から記憶を読み取る能力を使い、過去と現代を行き来しながらゲームを進めていく。世界観は、現代パートが2094年を舞台とする近未来風、過去パートが1494年を舞台とする中世ファンタジー風となっている。
発表当初より「新開発エンジン「Panta Rhei」による美しいグラフィック」「基本プレイ無料(Free to Play)の次世代を予感させるゲームスタイル」などが評価されて期待を集め、PlayStation 4発売直後の早い段階でのサービス開始を予定していたが、PlayStation 4が発売され、その次世代機であるPlayStation 5が発売された現在も具体的なサービス開始日は未定であり、公式サイトの更新も長期間途絶えたままとなっている。

## ストーリー
舞台は2094年のニューヨーク。物に触れることで、そのものに宿る声を聞き、残留思念を読み取ることができる「リーディング」という特殊能力を持つ者たちがいた。彼らは「レイブンズ(ravens)」と呼ばれ、過去の遺物をリーディングすることで「記憶の世界」へと飛び、歴史の調査や解明を行うことを生業としていた。
あるときチェコのボヘミアにおいて、15世紀頃のものと思われる発掘物が出土されるが、それには驚くべき技術や文明を持った謎の都市に関する記憶が残されていた。依頼を受けた「レイブンズ」は、とある都市の考古学調査プロジェクトに迎えられ、リーディングの能力を駆使して遺跡の調査を行うこととなる。プレイヤーもまた「レイブンズ」の一員として調査に同行することとなるが、1494年の時代へと飛んだ彼らが見たものは「異形の者たち」と呼ばれる怪物が跋扈し、様々な感情や残留思念が渦巻く謎のダンジョンであった。

## ゲームシステム
本作は2094年の現代パートと、1494年の過去パートに分かれており、現代で過去の遺物である石像に触れることで過去の世界に飛ぶことができる。過去の世界には、喜怒哀楽などの「感情」をモチーフにしたダンジョンが存在しており、プレイヤーは武器や鎧などの装備を身に着け、ダンジョンの中を冒険する。
主なゲーム部分は、3人称視点のダンジョン探索型アクションRPGとなる。ダンジョンは、特定の法則をもとに内部の構造が自動生成される形式となっており、ローグライク要素もある。
プレイヤーはダンジョンを探索し、敵との戦闘やアイテムの入手、ストーリーの解明などを行う。ダンジョン内には様々な敵(異形の者)やトラップが存在し、プレイヤーは装備やスキル、アイテムなどを駆使してゲームを進めてゆくこととなる。戦闘では、武器を構えるとプレイヤーの背後にカメラが切り替わる肩越し視点となり、武器を構えている間は移動が遅くなる反面、細かく狙いをつけながら攻撃することが可能。また、本作はオンラインプレイ専用ゲームでもあるため、他のプレイヤーと協力してダンジョン攻略を進めてゆくことも重要となる。さらに、ダンジョン内で入手できる「メメント」と呼ばれる残留思念を活用することで、装備の強化など様々なゲームプレイが楽しめる点も特徴であるとされる。

## 開発
2013年のタイトル発表後、カプコン初のPlayStation 4作品となるべく開発が進められていたが、当初予定されていた2014年夏の実機テストが延期されてからは新たな情報が公開されることが減っていき、2015年2月のインタビューにおいて「ゲーム性の拡張と大幅な変更を行うため、サービス開始にはもう少し時間がかかる」という情報を最後に、公式からの新たな情報は発表されていない。また、本作で使用される予定だった新開発エンジン「Panta Rhei」は、2014年の時点でプロジェクトが頓挫し、事実上の開発中止になっていたことが後に明かされている(このため新たに「REエンジン」が開発されることとなった)。
その後、本作の商標権が失効されないように何度か延長申請が行われたことが確認されているほか、2019年11月の海外でのインタビューにおいて「開発チームは現在集結していないものの、本作の商標登録は更新を続けており、プロジェクトが完全に放棄されたわけではない」と回答された。

## 受賞歴
- 日本ゲーム大賞2013
  - フューチャー部門 受賞[3]

## 関連人物
- 小野義徳（エグゼクティブプロデューサー）
- 杉浦一徳（プロデューサー）